# 阿部有希子
阿部 有希子（あべ ゆきこ、1985年8月16日 - ）は、福島県出身の日本のバスケットボール選手である。ポジションはセンター。

## 人物
聖和学園高校から、東北学院大学を経て、2008年、東京海上日動ビッグブルーに入社。

## 経歴
- 日新ミニ - 会津若松三中 - 聖和学園高 - 東北学院大 - 東京海上日動ビッグブルー（2008年～2014年）